# Kościół św. Szczepana i św. Anny w Raszynie

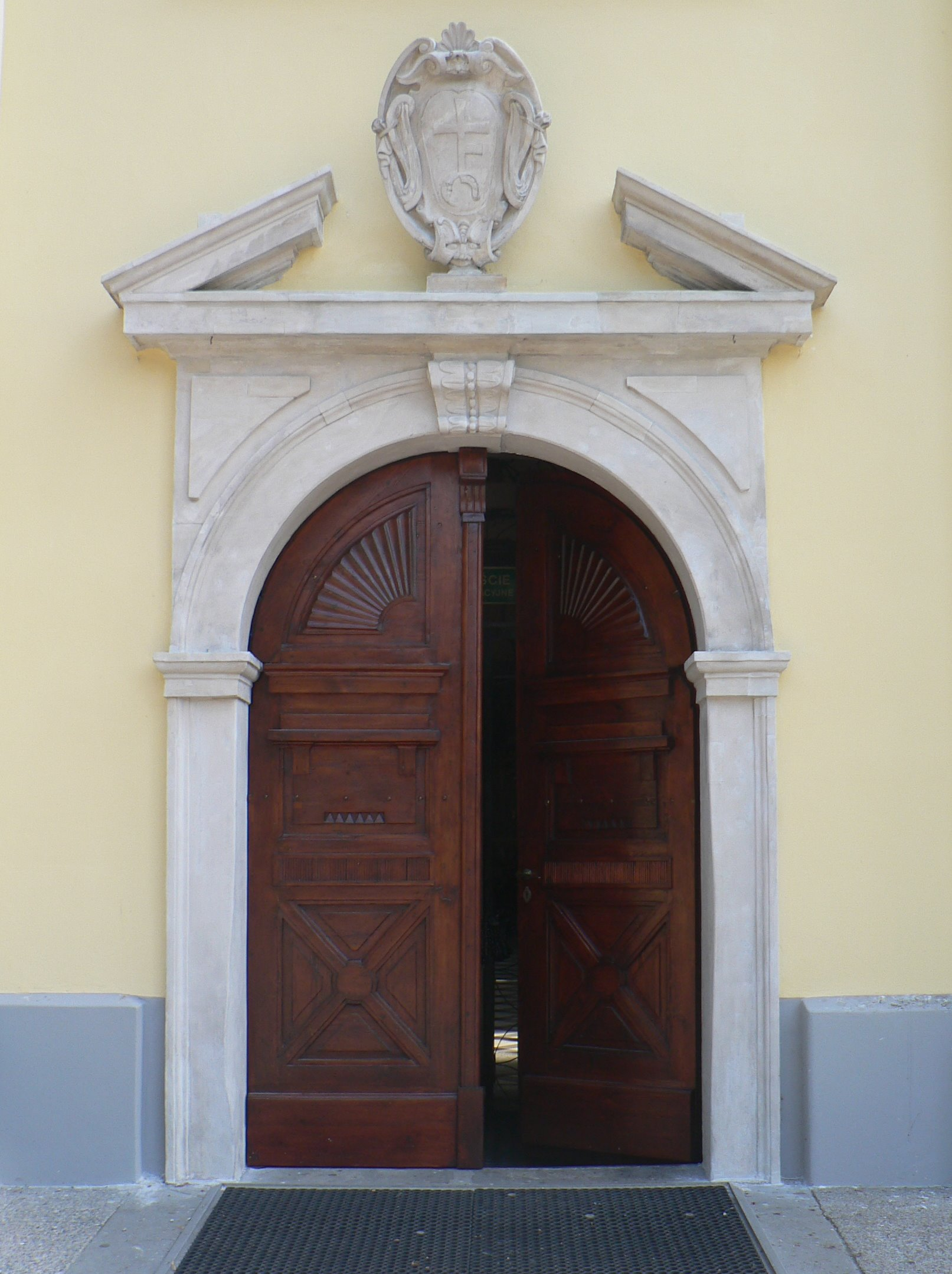
Portal kościoła

Kościół św. Szczepana i św. Anny – rzymskokatolicki barokowo-klasycystyczny kościół parafialny w Raszynie w gminie Raszyn.
Jest cennym zabytkiem XVII-wiecznej architektury. Ufundowany przez Zygmunta Opackiego, właściciela Raszyna i Falent. Powstał w 1654 roku, następnie w roku 1655 został konsekrowany. Świątynia przetrwała zawieruchy dziejowe, m.in. potop szwedzki.
Józef Łukaszewicz taką zamieszcza wzmiankę o kościele (pisownia oryginalna):
W roku 1603 wizytował ten kościół Wawrzyniec Goślicki, ówczesny biskup poznański. Raszyn należał wówczas do Jana Tarnowskiego herbu Rolicz, który arcybiskupem gnieźnieńskim umarł. Kościół był drewniany, pod tytułem ś. Stefana i ś. Anny poświęcony, w dość dobrym stanie, zawierał w sobie cztery ołtarze, ale zamiast podłogi lub astrychu, miał podobnie jak większa część kościołów parochialnych w archidyakonacie warszawskim w owym czasie, ziemie równo ubitą, zapewne glinę. Uposażeniem kościoła, prócz folwarku w Raszynie, były dziesięciny ze wsi Raszyna, Falent małych, Gromnicy (?) Skoroszy, Michałowic, Pruchoł, Jeziorek i Rybie. Kościół był świeżo, bo w r. 1598 ze swoich sreber przez złodziei okradzionym.
 Po Tarnowskich dostał się Raszyn do rąk Opackich, herbu Prus, z których Zygmunt Opacki podkomorzy warszawski, zmarły wojewodą dorpackim, w miejsce drewnianego, wzniósł w Raszynie kościół murowany i zapisał mu na utrzymanie przy nim dwóch mansyonarzy 7000 ówczesnych złotych w roku 1635. Syn jego Wojciech, podkomorzy warszawski, starosta latowicki, kościół przez ojca wystawiony upiększył, a w roku 1680 zszedłszy z tego świata pochowanym został w grobie familijnym w kościele raszyńskim, w którym mu pomnik murowany wystawiono.
W XVII wieku budowla wzbogaciła się o cenną ozdobę wnętrza – marmurowe epitafium z portretem zmarłego w 1680 r. Olbrachta Opackiego, syna Zygmunta. W latach 1790 i 1979 kościół został przebudowany. Fasada raszyńskiego kościoła jest uboga w dekoracje, lecz typowa dla XVII wieku. Charakterystyczna jest linia dzieląca ją na dwie symetryczne części, przebiegająca przez portal i okno doświetlające chór. Wnętrze świątyni jest bogato złocone i zdobione licznymi obrazami, figurami i rzeźbami świętych. W sąsiedztwie znajduje się też zabytkowa plebania z końca XVIII wieku.